# Šaratice
Šaratice (in tedesco Scharatitz) è un comune della Repubblica Ceca facente parte del distretto di Vyškov, in Moravia Meridionale.